# KFNB – Hebe I, Proserpina und Daphne I
| KFNB „HEBE I“, „PROSERPINA“ und „DAPHNE I“ | KFNB „HEBE I“, „PROSERPINA“ und „DAPHNE I“ | KFNB „HEBE I“, „PROSERPINA“ und „DAPHNE I“ |   |
| ------------------------------------------ | ------------------------------------------ | ------------------------------------------ | - |
| kein Bild vorhanden                        |                                            |                                            |   |
| Technische Daten                           |                                            |                                            |   |
|                                            | 1853                                       | 1864                                       |   |
| Bauart                                     | 1B n2                                      | 1B n2                                      |   |
| Zylinder-Ø                                 | 402 mm                                     | 402 mm                                     |   |
| Kolbenhub                                  | 514 mm                                     | 566 mm                                     |   |
| Treibrad-Ø                                 | 1581 mm                                    | 1581 mm                                    |   |
| Laufrad-Ø vorne                            | 1106 mm                                    | 1106 mm                                    |   |
| Laufrad-Ø hinten                           | –                                          | –                                          | – |
| Fester Radstand                            | k. A.                                      | 3332 mm                                    |   |
| Gesamtradstand                             | k. A.                                      | 3332 mm                                    |   |
| Gesamtradstand + Tender                    | k. A.                                      | k. A.                                      |   |
| Heizfl. d. Rohre                           | 87,4 m²                                    | 91,5 m²                                    |   |
| Heizfl. d. Feuerbüchse                     | 7,8 m²                                     | 7,0 m²                                     |   |
| Rostfl.                                    | k. A.                                      | k. A.                                      |   |
| Dampfdruck                                 | 5,4                                        | 6,5                                        |   |
| Gewicht (leer)                             | k. A.                                      | 24,0 t                                     |   |
| Adhäsionsgewicht                           | k. A.                                      | 18,4 t                                     |   |
| Dienstgewicht                              | k. A.                                      | 26,8 t                                     |   |
| Dienstgewicht + Tender                     | k. A.                                      | k. A.                                      |   |
| Wasser                                     | k. A.                                      | k. A.                                      |   |
| Kohle                                      | k. A.                                      | k. A.                                      |   |
| Länge                                      | k. A.                                      | k. A.                                      |   |
| Länge + Tender                             | k. A.                                      | k. A.                                      |   |
| Höhe                                       | k. A.                                      | k. A.                                      |   |

Die Dampflokomotiven „HEBE I“, „PROSERPINA“ und „DAPHNE I“ waren Personenzuglokomotiven der KFNB.
Sie wurden 1852 von der Lokomotivfabrik der Wien-Gloggnitzer Eisenbahngesellschaft in Wien an die KFNB mit der Achsformel 1B geliefert.
Sie entstammten dem ersten Versuch John Haswells, des Leiters der Fabrik, eine Einheitstype zu entwickeln, und waren ähnlich den unter „NESTOR“ bis „ARIADNE“, „BIHAR“ bis „Üllö“ und „JASON II“ beschriebenen Lokomotiven.
Im Unterschied zu diesen hatten sie aber Innenzylinder wie die älteren englischen Maschinen.
Die überlieferten Dimensionen differieren stark, was entweder auf Umbauten oder fehlerhafte Angaben in den Lokomotivlisten der KFNB zurückzuführen ist.
Offensichtlich war man mit den Maschinen nicht zufrieden, denn sie wurden schon 1877 und 1878 ausgemustert.